# 特定都区市内

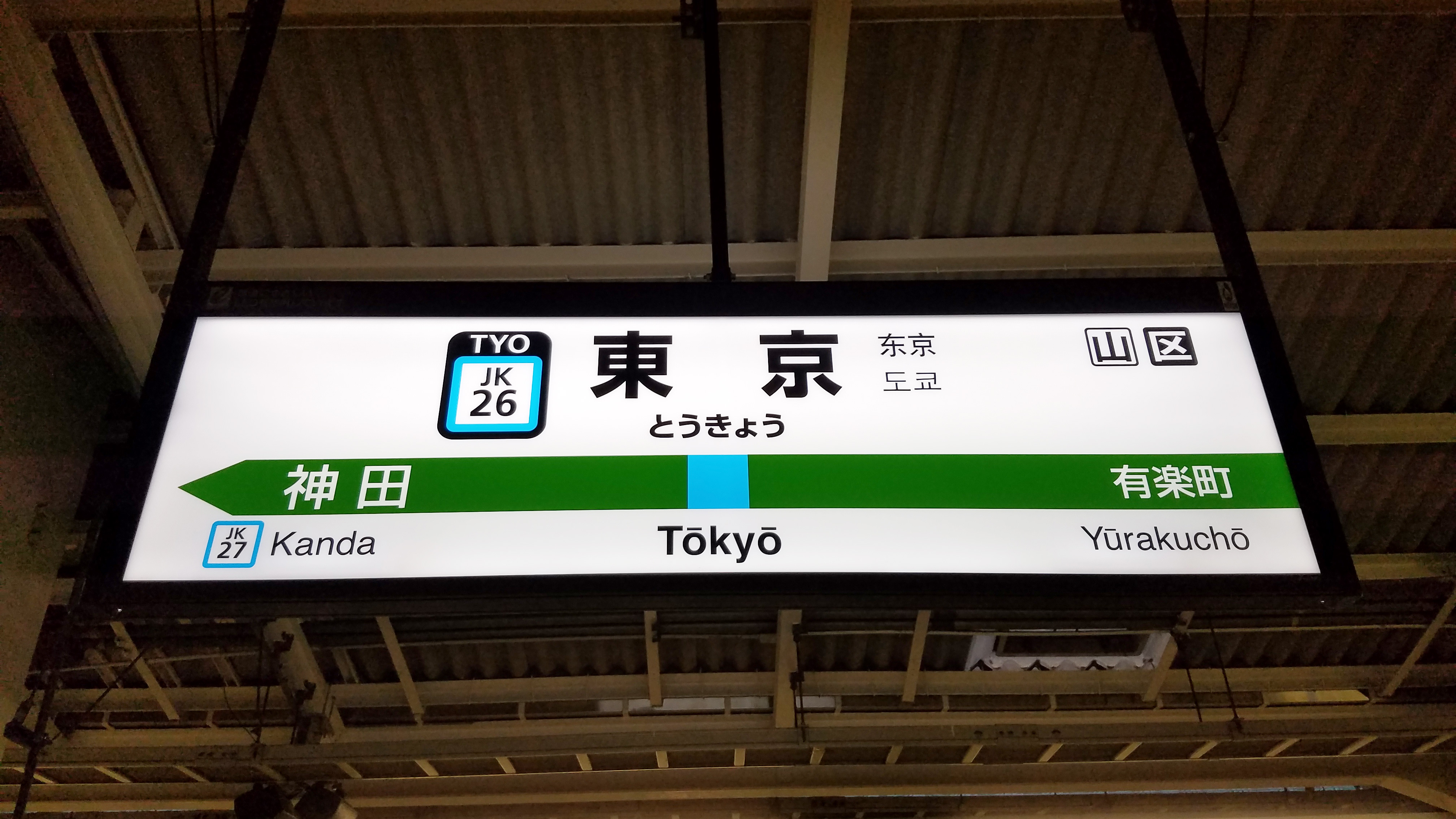
東京駅（JR東日本）の駅名標。右上に付いている印「山」「区」が特定都区市内の表記で、この場合東京駅が東京山手線内・東京都区内に含まれることを意味する。

特定都区市内（とくていとくしない）は、JRの運賃計算の特例の一つである。

## 概要
本特例はJRの旅客営業規則（旅規）第86条並びに第87条の規定に基づく。目的は大都市の駅での出札業務の簡素化である。
導入されたのは高度経済成長期の真っ直中だった時期であるが、背景として、その高度経済成長の進捗に伴ってビジネスや観光などを目的とする長距離移動需要が高まっていたことがあった。
当時、普通乗車券の発売には着駅毎に常備券を用意するか、あるいは手計算により運賃を算出した上で発着駅などを補充券に筆書し発行するかのいずれかによらなければならなかった。前記の長距離移動需要の高まりを背景に、当時の国鉄は本制度を導入した。すなわち、当該特定都区市内の中心駅から片道の営業キロが一定以上であれば、特定都区市内駅にあるすべての駅を、いわば大きな一つの駅とみなして乗車券の発券処理をすることになるので、常備券整備や運賃計算の簡素化を図ることができる。
2022年現在は札幌、仙台、東京、横浜、名古屋、京都、大阪、神戸、広島、北九州、福岡、の計11都市（これらを「特定都区市内」と呼称）に各々所在する駅を対象に適用されている。「東京都区」内に限っては、片道営業キロによって適用される旅規条文及び対象範囲が異なる《詳細は後記参照》。

## 特例の内容

### 旅客営業規則（旅規）より

#### 規定内容
- 特定都区市内に所在する駅と、当該特定都区市内の中心駅から片道の営業キロが200kmを超える駅との相互間の片道普通旅客運賃は、当該中心駅を起点または終点とした営業キロまたは運賃計算キロによって計算する《旅規86条》。
- 「東京都区内」の中で特に山手線内各駅および山手線の内側に所在する中央本線・総武本線の各駅（これらを「東京山手線内」と呼称）については、東京山手線内の中心駅・東京駅からの片道営業キロが100km超200km以下（1km未満は切り上げ）の区間の駅との相互間の片道普通旅客運賃についても前記特定都区市内に所在する駅の場合と同様の計算法により取り扱われる《旅規87条》。
- 以上旅規86条・87条による規定は、特定都区市内に所在する駅を発駅とする場合で一旦その特定都区市内の外を経たあと、再び発駅が属する特定都区市内を「通過」してから着駅に至る場合、あるいは特定都区市内に所在する駅を着駅とする場合で発駅より一旦着駅が属する特定都区市内を「通過」し外に出てから着駅に至る場合、適用対象外となる[注 2]。
  - 「大阪市内」発着の乗車券については、特例として区域外の尼崎駅・久宝寺駅を経由することができる。途中下車はできない[4]。本特例は尼崎駅・久宝寺駅を経由することを事実上「外を経て」いないものとみなすものであるが、旅客営業規則に規定がないため、原則通り経路指定単駅発着の乗車券を購入することで尼崎駅・久宝寺駅および経路上の大阪市内各駅で途中下車することも可能である。
  - なお、その他連絡運輸の範囲外や1度も当該市内を出ないで完結する[注 3]乗車券などでやむを得ない場合も市内制度は適用せず単駅指定となる。
- 旅規86条・87条の規定により運賃計算される普通乗車券の有効期間は、その旅客運賃の計算に用いる中心駅から、または中心駅までの営業キロによる《旅規154条2項》。
- 旅規86条・87条の規定により発売した乗車券を使用する場合は、当該乗車券の券面に表示された特定都区市内の各駅では途中下車できない《旅規156条》。
- 特定都区市内の各駅で下車した場合には前途無効の扱いとなり当該乗車券は回収される《旅規165条》。ただし発駅と同一の特定都区市内の駅に下車した場合で実際の乗車駅と下車駅との区間に対する普通運賃を別途支払った場合、当該乗車券は旅行開始前または使用開始前のものと同一の効力を持つものとして取り扱われる《旅規166条》。

#### 具体例
- 杉本町（阪和線）から五日市（山陽本線・広島地区）まで[注 4]

杉本町は大阪市内、五日市は広島市内にそれぞれ所在する駅で、両駅とも特定都区市内に所在する駅でもある。そして、「大阪市内」の中心駅・大阪駅から「広島市内」の中心駅・広島駅までの営業キロは337.8kmであり、200kmを超えている。よって発券される普通乗車券は、券面表示が「大阪市内→広島市内」、有効期間は3日となる。
なお、この普通乗車券を使って新大阪・広島間で山陽新幹線を利用する場合、実際には大阪・新大阪間で重複乗車となってしまうが、これに関しては規程150条（後記）により大阪・新大阪間の運賃を別途支払う必要は無い。
- 目黒（山手線）から上田（北陸新幹線）まで[注 5]

目黒は「東京山手線内」に所在する駅で、その中心駅たる東京から上田までの営業キロは189.2kmとなり、100km超200km以下の範囲内に収まっていることから、発券される普通乗車券の券面表示は「東京山手線内⇒上田」となる。有効期間は2日。
- 杉本町（阪和線）から大高（東海道本線・名古屋地区）まで[注 6]

杉本町は大阪市内に所在し、名古屋市内駅である大高は名古屋市内に所在する、いずれも特定都区市内に属する駅である。杉本町から大高までの営業キロは220.4kmであるが、杉本町の属する「大阪市内」の中心駅・大阪駅から大高の属する「名古屋市内」の中心駅・名古屋駅までの営業キロは190.4kmと200kmに満たない。
その一方で、杉本町・名古屋間は208.0km、大阪・大高間は202.8kmといずれも200km超となっていることから、発券される普通乗車券の券面表示は「杉本町（単駅）⇒名古屋市内」か「大阪市内⇒大高（単駅）」のいずれかとなる。有効期間はいずれの場合も2日。なお、このようなケースでは、乗客から特に求めがない限り、乗車後の予定変更に対応できるよう、着駅側についてのみ本特例が適用される。
- 東京から新幹線と在来線を乗り継ぎ富士まで、そこから身延線で甲府に抜けた後、中央本線・総武本線で千葉まで

具体的には、以下に示す経路を辿る
| ［東京］- （東海道新幹線） - 三島 - （東海道本線・静岡地区） - 富士 - （身延線） - 甲府 - （中央本線） - 御茶ノ水 - （総武本線） - ［千葉］ |

この経路を辿って千葉に向かう場合、東京から千葉までの営業キロは404.8kmとなる。ただし、東京から東海道新幹線（東海道本線）に乗って一旦「東京都区内」を出たあと、甲府からの中央本線にて再度「東京都区内」に入り総武本線にて通過する経路であることから、本特例の適用対象とはならず、「東京都区内」発とはならない。そのため、この経路で発券される普通乗車券の券面表示は「東京（単駅） ⇒ 千葉〔経由：新幹線・東海道・身延・中央東・総武〕」となり、よって「東京都区内」に所在する駅も含め区間内の全ての駅で途中下車が可能となる。有効期間4日間。

### 旅客営業取扱基準規程（規程）より
- 中心駅からの営業キロによる本特例適用の有無を原因として、適用非対象駅までの運賃がそれより遠方にある適用対象駅までの運賃より高額になる場合は、適用非対象駅までの運賃を適用対象駅までの運賃と同額にすることができる《規程114条》。

実際の発駅（または着駅）と運賃計算上の起点駅（または終点駅）が異なり、中心駅から200km前後の場合にこうした矛盾が生じることがある。
【規定114条適用例】作並（仙山線）から笈川（磐越西線）まで
作並は「仙台市内」の駅ではあるが、中心となる仙台・笈川間の営業キロが200km以下(198.3km)なので本特例は適用されない。従って作並・笈川間の運賃は同区間の営業キロ227.0kmをそのまま適用して4070円となる。しかし笈川の一駅先の塩川までを考えた場合、中心駅・仙台と塩川の間の営業キロが200km超(200.2km)となることから本特例が適用されて3740円となり、「近い駅までの方が運賃が高くなる」という矛盾が生じる。その為、作並・笈川間の運賃は本特例の適用される仙台・塩川間の運賃に合わせ3740円とすることができる。乗車券の券面表示は「作並（単駅）→笈川」で、3日間有効。
- 東京近郊区間内相互発着の場合に於いて、「特定都区市内」中心駅からの券面表示経路による営業キロが200km超であっても、中心駅からの営業キロが200km以下になる経路が存在する場合は、本特例を適用しないで運賃を計算することができる《規程115条1項》。
- 東京近郊区間内相互発着の場合において、東京からの券面表示経路による営業キロが100km超であっても、東京からの営業キロが100km以下になる経路が存在する場合は、東京山手線内発着の特例を適用しないで運賃を計算することができる《規程115条2項》。

上記2本の規定は、2009年3月14日に制定された規程（新）115条によるものである。
| 【規程（新）115条適用例】小岩（総武本線）から植田（常磐線）まで 東京都区内に所在する小岩から福島県内に所在する植田までの最短経路は「総武本線 - 武蔵野線 - 常磐線」で、営業キロは189.2km。当該経路のままで「東京都区内」の中心駅・東京から見た場合の営業キロが200km超（202.0km）となっていることから、距離の上では本特例が適用されて「東京都区内 ⇒ 植田〔経由：総武本線、武蔵野線、常磐線〕」という券面表示の普通乗車券（運賃3740円）が発券されるところである。しかし、乗車区間および中心駅・東京から着駅・植田までの区間がいずれも東京近郊区間内で完結していること、更に中心駅・東京から植田までの区間の最短経路である「［東京］- （東北本線） - 日暮里 - （常磐線） - ［植田］」を辿った場合の営業キロが200km以下（193.6km）となることから、券面表示「小岩（単駅） ⇒ 植田〔経由：総武本線、武蔵野線、常磐線〕」の普通乗車券（運賃3410円）の発券を受けることができる。なお、東京近郊区間内で完結することから有効期間は1日（当日限り有効）〔旅規154条〕となり、かつ「途中下車不可」の扱い〔旅規156条2号〕となる。 |

- 大阪市内発着の乗車券で大阪・北新地両駅相互の乗り継ぎ、神戸市内発着の乗車券で新神戸と「三ノ宮・元町・神戸・新長田の各駅」間相互乗り継ぐための一時出場が認められている《規程145条2項》。
- 特定都区市内発着となる普通乗車券を所持する旅客が、列車に乗り継ぐため同区間内の一部が複乗となる場合は、旅客運賃を収受しないで当該区間の乗車を認める《規程150条》。

| 【規程150条適用例】 「東京都区内 → 松本（経由：中央東・篠ノ井）」と券面表示された普通乗車券を使って西荻窪から乗車し、新宿で特急列車（「あずさ」など）に乗り継いで折り返すことが出来る。 |

- 大阪市内発着となる普通乗車券を所持する旅客は、別途運賃不要で以下の区間を区間外乗車することができる《規程150条2項》。
  - 塚本を出入口駅とする大阪市内発着の乗車券の場合「加島 - 尼崎間」
  - 加島を出入口駅とする大阪市内発着の乗車券の場合「塚本 - 尼崎間」
  - その他の駅を出入口駅とする大阪市内発着の乗車券の場合「塚本 - 尼崎 - 加島間（この場合、尼崎では途中下車不可）」
    - 尼崎駅が大阪市内駅ではないものの、上記の乗車をする場合に限っては塚本 - 尼崎 - 加島間も大阪市内区間と同様の扱いを受けられるものである。
    - 同様の特例は、大阪市内駅ではない久宝寺駅を挟んだ「加美 - 久宝寺 - 新加美」間にも適用される[4]。

- 東京都区内に京葉線・葛西臨海公園経由で出入りする場合でも、東京都区内発着の乗車券と総武本線・小岩発着の乗車券を併用することで乗車できる。同じく、横浜市内発着の乗車券と根岸線・本郷台発着の乗車券を使って東海道本線または横須賀線・戸塚経由で乗車することや、大阪市内発着の乗車券とJR東西線・加島発着の乗車券を使って東海道本線（JR神戸線）・塚本経由で乗車することもできる《規程155条[注 8]》。

## 設定区域一覧
- 現在本特例が適用されているのは、札幌市・仙台市・横浜市・名古屋市・京都市・大阪市・神戸市・広島市・北九州市・福岡市の計10都市と東京23区内。
- 駅の設定は基本的に各市の市域内。ただし、（JRが定める）中心駅へJR線だけで行くために一旦市外に出なければならない駅の扱いは駅により異なる。神戸市に所在する道場や福岡市内の筑肥線各駅は除外されている[注 9]。一方で山陽新幹線新神戸と相鉄線直通列車羽沢横浜国大[注 10]は含まれている。また横浜市内の矢向や大阪市内の新加美、広島市内の矢野などから中心駅への経路には、特定都区市内に指定された市以外の市町を挟むが、便宜上他市町の駅も含める。この場合、乗車券の券面にこれら除外駅や含まれる駅を表記（横浜市内の場合は、「横浜市内・川崎・鶴見線内」、または「横浜市内・川崎」と表記）する場合がある（旅規187条3項）[注 11]。
  - 当該都区市内での新線開業や新駅開業、市町村合併による市域拡大の場合は、当該の新駅が既存のJR線内に当該都区市内のみで接続する場合に限り、当該都区市内ゾーンへの組入れが行われている。
    - 1983年の筑肥線「博多 - 姪浜」間廃止までは、廃止区間の中間駅に加えて姪浜・今宿・周船寺の各駅も福岡市内の駅に入っていたが、廃止に伴い3駅は除外された[注 12]。
    - 京葉線の新木場・葛西臨海公園両駅の場合は、1988年の開業当初は都区内では「独立」したJR線のため東京都区内ゾーンに組み入れられなかったが、その後1990年に東京まで延伸開業した際に、同時に開業した八丁堀などの途中駅とともに東京都区内ゾーンに組み入れられた。
    - 1997年（平成9年）3月8日の片町線（学研都市線）「京橋 - 片町」間廃止に伴い、片町駅が除外された。また、同日のJR東西線開業に伴い、尼崎駅を除く同線の各駅を大阪市内駅に追加。
      - 上記の追加に伴い、市外乗車「塚本 - 尼崎 - 加島」間および大阪駅と北新地駅との乗り継ぎの特例が設定される。

    - 仙台市内に属する仙台を除く仙山線の駅は、設定当初は北仙台1駅のみだったが、市域拡大と新駅開業に伴い2022年現在では臨時駅を含めて下図の12駅と増加している。なお、臨時駅である西仙台ハイランド・八ツ森両駅も2014年（平成26年）3月15日に廃止される[5]まで含まれていた[6]。
    - 2003年（平成15年）12月1日の可部線「可部 - 三段峡」間廃止に伴い、河戸から小河内までの各駅が除外された[注 13][注 14]。
    - 2017年（平成29年）3月4日の可部線「可部 - あき亀山」間開業に伴い、河戸帆待川・あき亀山両駅を広島市内駅に追加[7][8]。
    - 2019年（平成31年）3月16日におおさか東線「新大阪 - 放出」間開業に伴い、久宝寺駅を除く同線の各駅を大阪市内駅に追加[注 15][9]。
      - 上記の追加に伴い、市外乗車「新加美 - 久宝寺 - 加美」間の特例が設定される[4]。

    - 2019年（令和元年）11月30日に相鉄・JR直通線（神奈川東部方面線） 鶴見 - 羽沢横浜国大間開業に伴い、羽沢横浜国大駅を横浜市内駅に追加[10]。
      - 上記の追加に伴い、市外乗車「鶴見 - 武蔵小杉」間の特例が設定される[11]。

- 各設定区域には、「鉄道・航路旅客運賃・料金算出表」において事務管理コードが設定されている。
- 本特例が適用されている都区市内に所在する各駅の駅名標の右上または左上には、それを示す記号（下表にて列挙する各カテゴリの先頭の四角マーク）が付いている。

| 記号 | 設定名称 （中心駅）     | 路線・区間 | 路線図 オレンジ色の線は新幹線を表す |
| ---- | ----------------------- | --- | ----------------------------------- |
| 札   | 札幌市内 （札幌駅）     | - 函館本線：ほしみ - 森林公園間 - 千歳線：上野幌 - 白石間 - 札沼線：桑園 - あいの里公園間 | 札幌市内                            |
| 仙   | 仙台市内 （仙台駅）     | - 東北本線：南仙台 - 岩切間 - 仙石線：あおば通 - 中野栄間 - 仙山線：仙台 - 奥新川間 | 仙台市内                            |
| 区   | 東京都区内 （東京駅）   | - 東海道本線 - 京浜東北線・東海道線：東京 - 蒲田間 - 横須賀線：東京 - 品川 - 西大井間 - 山手線：全線全駅 - 赤羽線（埼京線・池袋 - 赤羽間）：全線全駅 - 中央本線（中央線快速・中央・総武緩行線）：神田 - 代々木間、新宿 - 西荻窪間 - 総武本線 - 総武快速線：東京 - 新小岩 - 中央・総武緩行線：秋葉原 - 小岩間 - 京葉線：東京 - 葛西臨海公園間 - 東北本線 - 京浜東北線：田端 - 赤羽間 - 宇都宮線：上野 - 尾久 - 赤羽間 - 埼京線：赤羽 - 浮間舟渡間 - 常磐線：日暮里 - 金町間                                     | （緑線の部分が東京山手線内）        |
| 山   | 東京山手線内 （東京駅） | - 東海道本線 - 東海道線・京浜東北線：東京 - 品川間 - 東北本線 - 宇都宮線：東京 - 上野間 - 京浜東北線：東京 - 田端間 - 山手線：全線全駅 - 中央本線（中央線快速・中央・総武緩行線）：神田 - 代々木間 - 総武本線（中央・総武緩行線）：秋葉原 - 御茶ノ水間 | （緑線の部分が東京山手線内）        |
| 浜   | 横浜市内 （横浜駅）     | 便宜上、横浜市外である川崎・尻手・八丁畷・川崎新町・小田栄・浜川崎・武蔵白石・昭和および扇町を含む。 横浜市内と市外にまたがり所在地表記が横浜市外（鎌倉市）となる大船を除く。 市外乗車（鶴見 - 新川崎 - 武蔵小杉）の特例が存在する。 - 東海道本線 - 東海道線：川崎 - 戸塚間 - 京浜東北線：川崎 - 横浜 - 相鉄線直通列車：（武蔵小杉） - 鶴見 - 羽沢横浜国大間 - 根岸線：横浜 - 本郷台間 - 鶴見線：全線全駅 - 南武線 - 本線：川崎 - 矢向間 - 南武支線：尻手 - 浜川崎間（全線全駅） - 横浜線：東神奈川 - 長津田間 | 横浜市内                            |
| 名   | 名古屋市内 （名古屋駅） | - 東海道本線・名古屋地区：南大高 - 名古屋間 - 中央本線：新守山 - 名古屋間 - 関西本線：名古屋 - 春田間 | 名古屋市内                          |
| 京   | 京都市内 （京都駅）     | 便宜上、京都市内と市外にまたがり所在地表記が京都市外（亀岡市）となる位置に移転した保津峡（山陰本線）を含む。 - 東海道本線 - 琵琶湖線・JR京都線：山科 - 桂川間 - 山陰本線 - 嵯峨野線：京都 - 保津峡間 - 奈良線：京都 - 桃山間 | 京都市内                            |
| 阪   | 大阪市内 （大阪駅）     | 便宜上、大阪市外である南吹田・高井田中央・JR河内永和・JR俊徳道・JR長瀬および衣摺加美北（おおさか東線）を含む。 市外乗車（塚本 - 尼崎 - 加島間、加美 - 久宝寺 - 新加美間）及び大阪駅と北新地駅との乗り継ぎの特例が存在する。 - 東海道本線 - JR京都線：東淀川 - 大阪間 - JR神戸線：大阪 - 塚本間 - 大阪環状線：全線全駅 - 桜島線：全線全駅 - 関西本線（大和路線）：加美 - JR難波間 - 阪和線：天王寺 - 杉本町間 - 片町線（学研都市線）：放出 - 京橋間 - JR東西線：京橋 - 加島間 - おおさか東線：新大阪 - 新加美間 | 大阪市内                            |
| 神   | 神戸市内 （神戸駅）     | 神戸市北区にある道場（福知山線）を除く。 新神戸駅と在来線との乗り継ぎの特例が存在する。 - 東海道本線 - JR神戸線：甲南山手 - 神戸間 - 山陽本線 - JR神戸線：神戸 - 舞子間 - 和田岬線：兵庫 - 和田岬間 - 山陽新幹線：新神戸 | 神戸市内                            |
| 広   | 広島市内 （広島駅）     | 便宜上、広島市外である海田市および向洋（山陽本線）を含む。 - 山陽本線：瀬野 - 五日市間 - 呉線：矢野 - 海田市間 - 可部線：全線全駅 - 芸備線：井原市 - 広島間 | 広島市内                            |
| 九   | 北九州市内 （小倉駅）   | - 鹿児島本線：門司港 - 折尾間 - 日豊本線：西小倉 - 朽網間 - 筑豊本線：若松 - 折尾間 - 日田彦山線：城野 - 呼野間 | 北九州市内                          |
| 福   | 福岡市内 （博多駅）     | 福岡市西区にある姪浜・下山門・今宿・九大学研都市および周船寺（筑肥線）を除く。 - 鹿児島本線：福工大前 - 南福岡間 - 香椎線：西戸崎 - 土井間 | 福岡市内                            |

## 沿革
- 1939年10月15日 - 東京、横浜、名古屋、京都、大阪、神戸から300kmを超える駅について、各都市中心駅までの運賃で当該市内各駅に有効とする六大都市制度を制定
- 1942年4月1日 - 六大都市制度を151km以上に変更
- 1944年4月1日 - 六大都市制度を廃止。二大都市制度を東京と大阪に適用。101km以上に変更。東京電車環状線内制度を東京駅から51km以上の駅に設定
- 1957年4月1日 - 二大都市制度を151km以上に変更
- 1961年4月6日 - 二大都市制度を201km以上に変更
- 1969年5月10日 - 二大都市制度に横浜、名古屋、京都、神戸各市内を追加、特定都区市内制度に変更（旧六大都市制度の事実上の復活）
- 1972年9月1日 - 特定都区市内制度に札幌、仙台、広島、北九州、福岡各市を追加。東京電車環状線内を「東京山手線内」に変更[12]。

## 特別企画乗車券・IC乗車券での例外
普通乗車券とは別の規定により発売される特別企画乗車券（トクトクきっぷ）の中には、過去あるいは現在時点で、本特例で規定されている条項にかかわらず発駅または着駅として特定都区市内エリアを設定したり、本特例の適用対象都市・都区以外の都市やエリアに対して本特例に準じた取扱を行われたりするものが散見される。IC乗車券（SF利用）・新幹線専用の企画乗車券（IC乗車券・紙の乗車券とも）の場合当制度が利用できない。

### 営業キロの例外
新幹線回数券や“早特きっぷ”類などのトクトクきっぷは、利便性を考慮して、中心駅から200km以下の区間であっても特定都区市内制度を適用している場合がある。
そのため、設定区間によっては通常の乗車券ではあり得ない券面表示になることもある。以下にその該当例を列挙する。
- 「名古屋（市内）⇔新大阪（市内）」（名古屋・大阪間190.4km）
- 「仙台（市内）⇔盛岡」（仙台・盛岡間183.5km）
- 「新宿（都区内）⇔“甲府 - 竜王”」（東京・甲府間134.1km）
- 「新横浜（市内）⇔“新富士 - 静岡”」（横浜・新富士間：経由新横浜125.3km）
- 「東京（都区内）⇔安中榛名」（東京・安中榛名間123.5km）
- 「東京（都区内）⇔宇都宮」（東京・宇都宮間109.5km）
- 「東京（都区内）⇔“高崎 - 前橋”」（東京・高崎間105.0km）
- 「上野（都区内）⇔“友部 - 勝田”」（東京・友部間104.6km）
- 「東京（都区内）⇔“熱海 - 静岡”」（東京・熱海間104.6km）
- 「名古屋（市内）⇔豊橋ゾーン（豊橋～豊川・二川）」（名古屋・豊橋間72.4km）

### 新幹線専用の企画乗車券の例外
東海道新幹線・山陽新幹線・九州新幹線の「エクスプレス予約のEX-IC・スマートEX（全線）」、東北新幹線・上越新幹線・北海道新幹線・北陸新幹線・山形新幹線・秋田新幹線の「新幹線eチケット（全線）・タッチでGo!新幹線（東日本管内のみ）」の商品は、乗車券部分と特急券部分が一体化しており、特定都区市内制度は利用できない。利用区間によっては乗車券と特急券を別に購入する方が安くなる場合がある。
えきねっと「Qチケット」は現在「仙台市内」だけが対象である。（近いうちに「東京都区内」も対象予定である）
また「ぷらっとこだま」も特定都区市内制度は利用できない。

### 設定都市（エリア）の例外
トクトクきっぷの中には、現在本特例にて規定されている11都市・都区部以外の都市・エリアに対し、本特例と同様の取扱方を行うものが存在する。

#### 過去のケース
『ミニ周遊券』・『ワイド周遊券』・『ニューワイド周遊券』といった「周遊券」類などのトクトクきっぷで、当時国鉄と提携していた日本交通公社（現・JTB）により「函館市内」・「新潟市内」・「千葉市内」・「高松市内」各エリアを発着とするものが、周遊券が廃止された1998年3月31日まで設定されていた。
また東海道新幹線区間の新幹線回数券で、「千葉市内」発着のものが設定されたことがある。
JR九州が企画・発売したトクトクきっぷのうち「熊本」発着が設定されている商品の中には、「熊本」のみの単駅指定とするのではなく「上熊本・『熊本〜水前寺』間」エリアを独自設定した上で“発着駅”として指定しているものが存在した。2021年3月まで発売されていた『九州新幹線2枚きっぷ』・『九州新幹線日帰り2枚きっぷ』、2020年3月まで発売されていた『ガチきっぷ』、2015年まで発売されていた九州新幹線「つばめ」で博多・熊本間を往復することに特化した『ビックリつばめ2枚きっぷ』が該当した。
またJR東日本が2009年の年末年始期（2009年→2010年）から2012年まで発売した『ふるさと行きの乗車券』は、着駅（エリア）として「秋田・青森エリア」・「岩手・三陸エリア」など、本特例で規定されている都市・都区内域とは異なるエリアが設定されている一方、発駅（エリア）については、初回発売分では本制度で規定されている「東京都区内」のほか、さいたま市内区間のうち大宮以南区間（「大宮 - 戸田公園」・「大宮 - 川口」の2区間）の2エリアが設定されていた。2010年年末年始期（2010年→2011年）発売分以降は前記「東京都区内」およびさいたま市内大宮以南区間を包含する「東京電車特定区間」のみの設定となっている。
このうち着エリア側の取扱について、初回発売分には本特例で規定されている、「都市・都区内」着の乗車券による着域内での途中下車取扱方と同様の形態が採られており、着エリア内（復路では発エリア内）での下車は前途無効の扱いとなっていた。また本トクトクきっぷでは発着各エリア間の各駅での下車も前途無効の扱いとなっていた。2010年年末年始期発売分以降は、初回発売分で”ゆき券”にあった着エリアの路線図が“かえり券”に表示されるようになったことに伴い、復路の着エリアからの乗車時に限り、着エリア内のJR線普通列車の自由席に乗り降り自由という取扱方に変更されている。なお、別途料金券類を購入することにより特急列車や新幹線にも乗車可能。
なお、これらの乗車券における途中下車に関しては、「特定都区市内駅乗車券」と同様に《旅規156条》、《旅規165条》、及び《旅規166条》の規定が適用された。

## 株主優待割引乗車券の例外

### 概要
東京・博多間を結ぶ東海道・山陽新幹線は、在来線でのJR旅客会社毎の管轄領域で見た場合、東日本・東海・西日本・九州の4つのJR旅客会社に跨っている。
また、東海道・山陽新幹線自体も、新大阪を境に、新大阪以東の東海道新幹線間はJR東海、新大阪を除く新大阪以西の山陽新幹線区間はJR西日本、と、管轄するJR旅客会社が異なっている。
このため、特定都区市内に所在する東海道・山陽新幹線の駅のうち、以下に列挙する駅は新幹線のりばと在来線のりばとで管轄するJR旅客会社が異なっている。
- 東海道新幹線区間（JR東海管轄）
  - 東京・品川・新横浜・・・在来線はJR東日本管轄
  - 京都・新大阪・・・在来線はJR西日本管轄
- 山陽新幹線区間（JR西日本管轄）
  - 小倉・博多・・・在来線はJR九州管轄

一方、東海道・山陽新幹線を管轄するJR東海とJR西日本は、2022年現在、共に株式市場に上場しており、各々の株主に対し、株主優待サービスの一環として、自社管轄内全線に係る乗車券類（除外条件有り）を割引購入出来る株主優待割引券を保有株数等に応じて配布している。この株主優待割引券を使って他社管轄に跨る乗車券類を購入する場合、自社管轄区間のみ割引対象となり、割引対象となる自社管轄区間分と割引対象とならない他社管轄区間分を分けて発売される。
JR東海とJR西日本が各々発行する株主優待割引券を使って、東海道新幹線（JR東海管轄）または山陽新幹線（JR西日本管轄）を利用することを前提に本特例適用の要件を満たす特定都区市内に属する新幹線駅発着の普通乗車券を購入する場合で、在来線のりばが「他社管轄」となっている前記列挙の駅を発着駅としている場合には、その前記列挙の駅の側では本特例は適用されず、単駅指定の形で発券される。

### 具体例
- 名古屋から東京まで東海道新幹線（JR東海管轄）を利用。JR東海の株主優待割引券を使って乗車券・特急券を購入

名古屋・東京間の片道営業キロは「366.0km」であり、距離の上では「名古屋市内⇒東京都区内」という券面表示の普通乗車券が発行できそうなところ、発駅の名古屋は在来線もJR東海の管轄であるのに対し着駅の東京では在来線がJR東日本の管轄となっていることから、着駅では本特例は適用されず、発券される普通乗車券の券面表示は「名古屋市内⇒東京（単駅）」となる。

## JR線以外での適用

### 都区内の常磐緩行線各駅にて乗降する場合
東京都区内の駅のうち、JR線のみで乗り換えなしに直接山手線に乗り継ぐことのできない常磐緩行線の金町・亀有・綾瀬の各駅の乗降客に対しては、東京地下鉄（東京メトロ）千代田線の北千住・西日暮里間を、同区間の運賃170円を支払うことで乗車できる。ただし綾瀬と西日暮里の間を乗車した場合の本来の運賃は、全区間東京地下鉄線扱いとなるため200円となる。

### その他
JRの長距離乗車券以外でも、他社私鉄や地下鉄などとの連絡普通乗車券、連絡定期乗車券の販売対象区間駅に、東京都区内や東京山手線内といった表現が使われている場合がある。この場合は“東京都区内や東京山手線内に所属する駅”という意味であって、長距離乗車券のような東京都区内や東京山手線内という区間ではない。